# Pfarrkirche Straßburg (Kärnten)

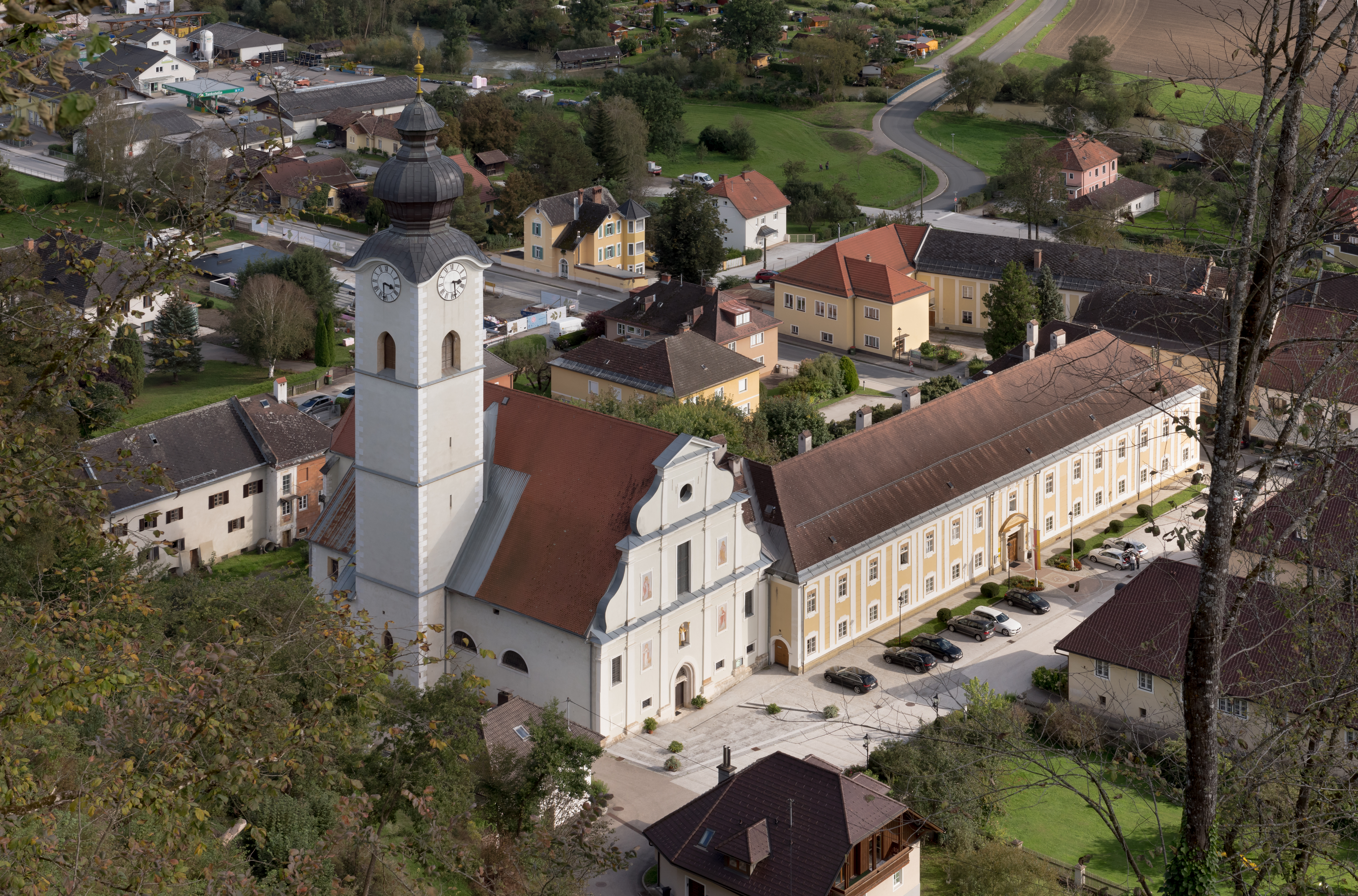
Stadtpfarrkirche St. Nikolaus

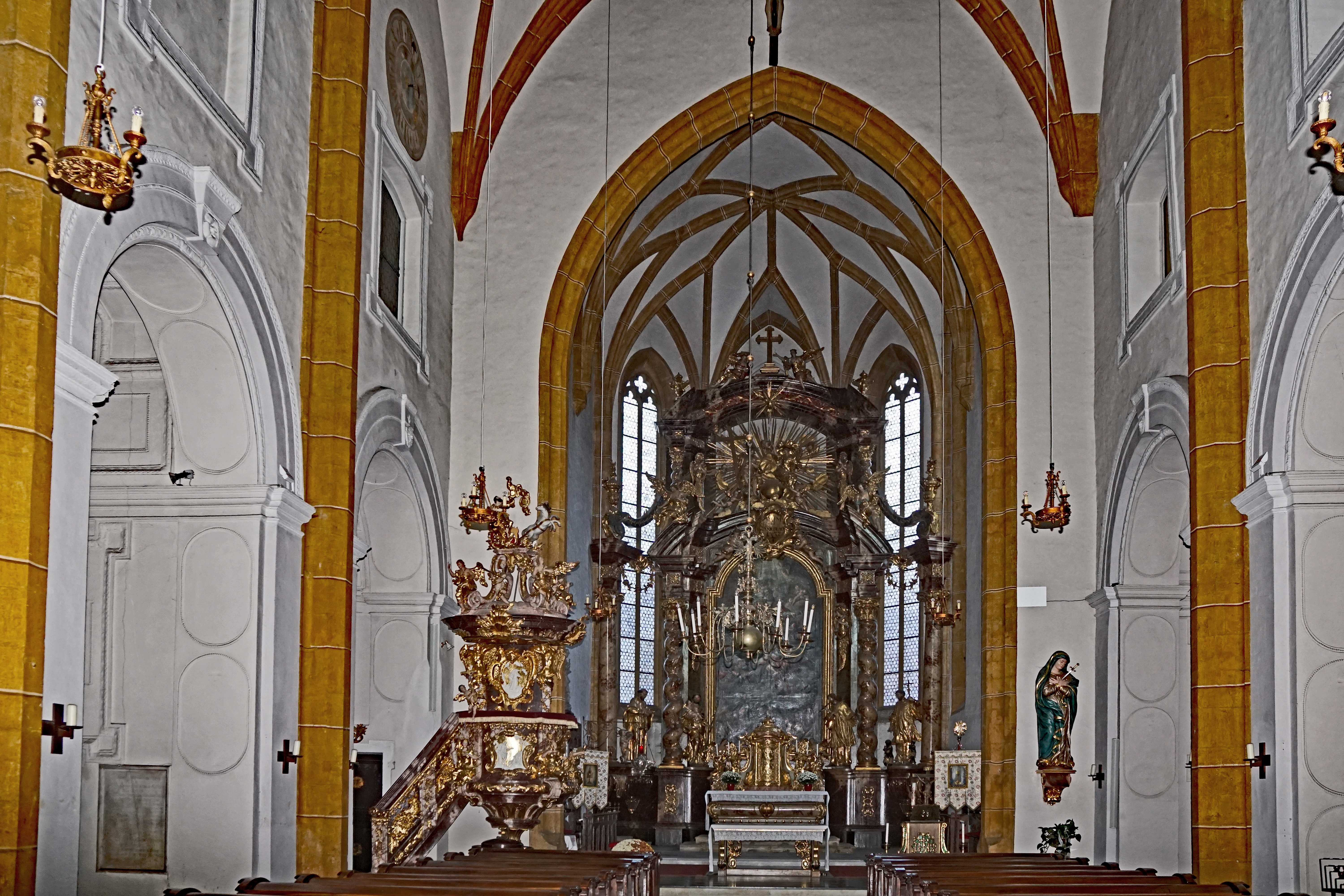
Innenansicht

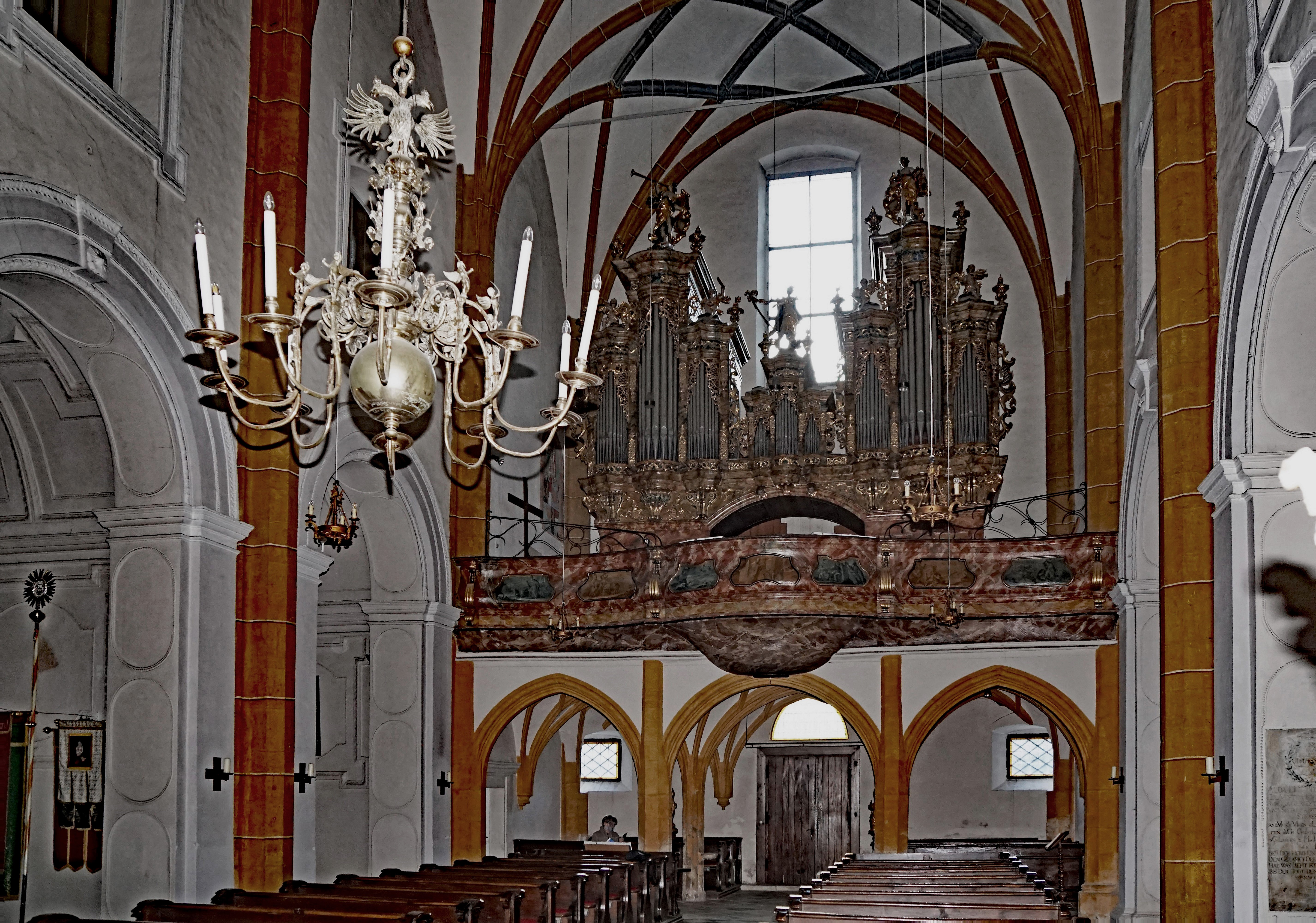
Innenansicht gegen die Orgelempore, links oben Luster von 1739

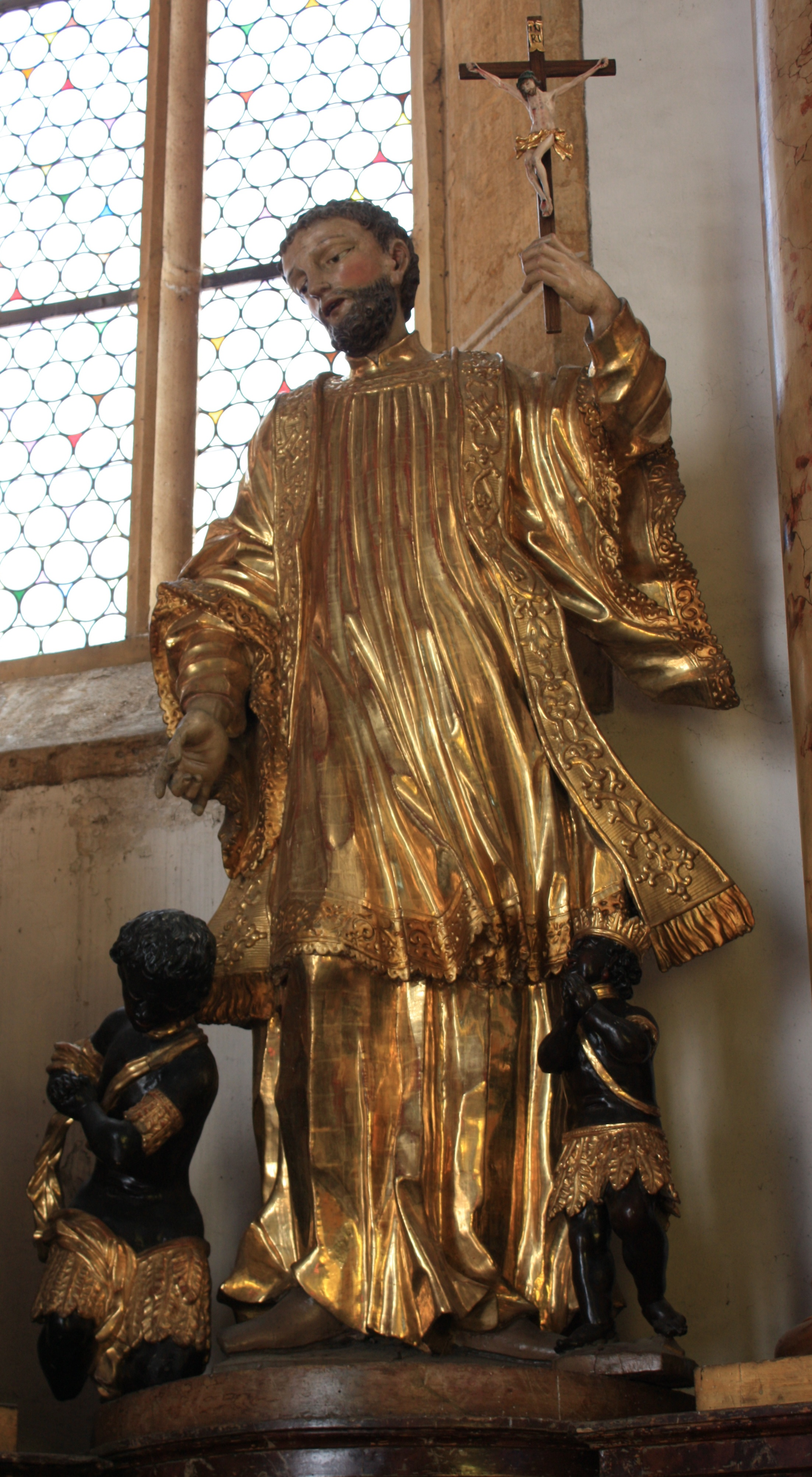
Petrus Claver

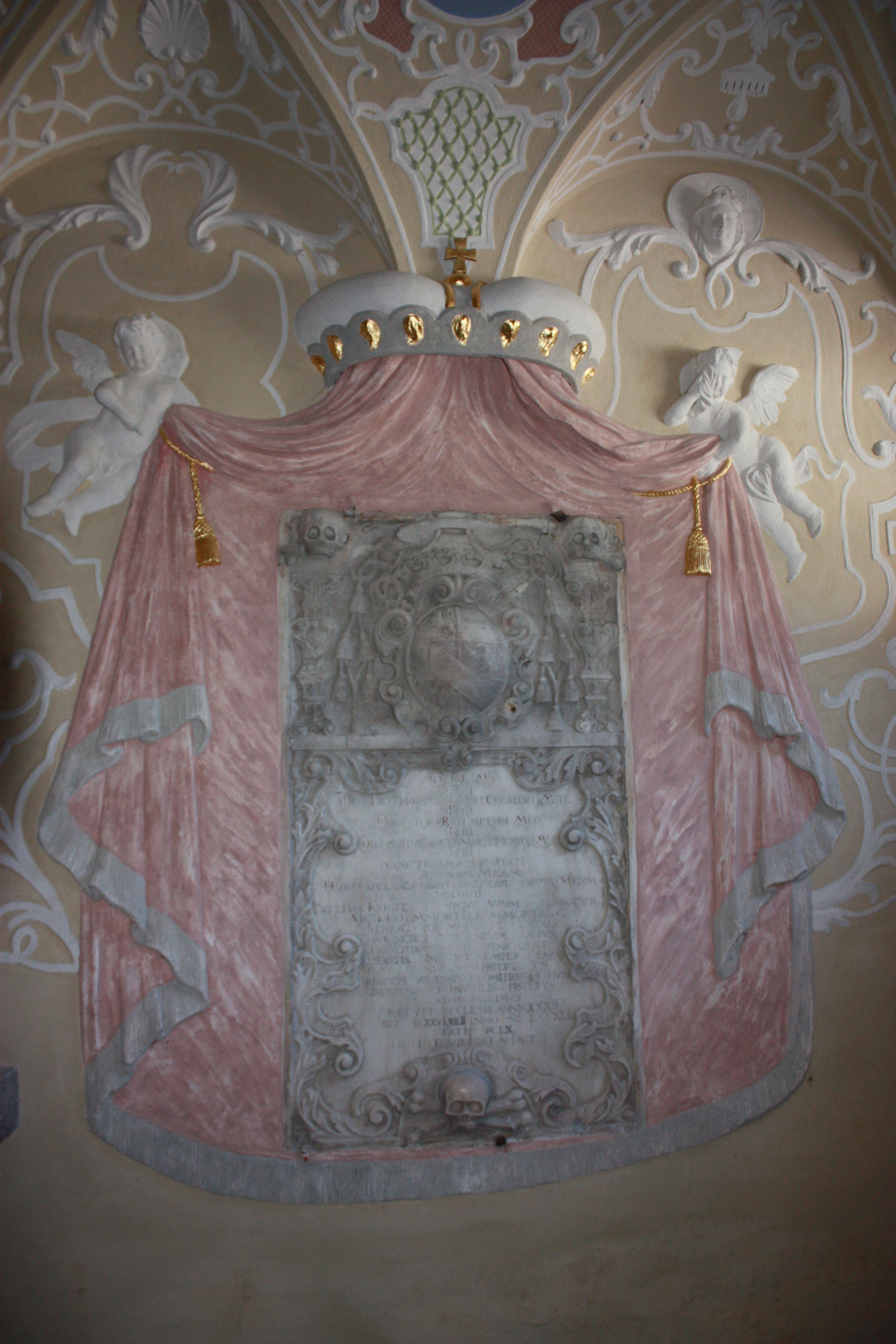
Grabstein für Jakob Maximilian von Thun

St. Nikolaus, die römisch-katholische Pfarrkirche von Straßburg in Kärnten, ist dem heiligen Nikolaus geweiht. Sie steht im Nordosten des Ortes Straßburg unter der ehemaligen Bischofsburg. In der Kirche sind neun Fürstbischöfe, darunter zwei Kardinäle, beigesetzt.

## Geschichte
Erste Erwähnung findet die Kirche 1169 als Kapelle im Besitz des Gurker Domkapitels. 1229 übertrug man ihr die Pfarrrechte der Burgkapelle der Bischofsburg. Um 1330 richtete Fürstbischof Gerold eine Propstei und ein Kollegiatkapitel ein. 1432–1460 erfolgte unter den Bischöfen Johannes von Schallermann und Ulrich von Sonnenberg ein weitgehender Neubau. Baumeister war vermutlich Hans Chorch. Der Turm wurde 1464 vollendet. 1630–1643 erfuhr die Kirche unter Bischof Sebastian von Lodron einen barocken Umbau. Dabei wurden die Seitenschiffe zu Kapellen umgebaut und 1640 die Fassade neu gestaltet.

## Bauwerk
Die Kirche ist ein stattlicher, vermutlich ursprünglich zweischiffiger Bau mit zweijochigem Chor mit Dreiachtelschluss. Das Mauerwerk des Nordturmes und der Nord- und Westwand stammen im Kern aus dem 13. Jahrhundert. Vom gotischen Bau sind der Chor mit hohen Spitzbogenfenstern, zweifach abgetreppte Strebepfeiler sowie die spätgotische Sakristei mit Netzrippengewölbe erhalten. Das einheitlich durchlaufende Satteldach ist über den Längswänden tiefer herabgezogen. Das Langhaus besitzt Lünetten- und Rundbogenfenster.
Der viergeschoßige Nordturm ist zwischen Langhaus und Sakristei eingestellt und springt etwas vor das nördliche Seitenschiff heraus. Die unteren Geschoße sind mit Fensterscharten, das Glockengeschoß mit großen Schallöffnungen ausgestattet. Ein spätbarocker Zwiebelhelm bekrönt den Turm. Die dreigeschoßige Giebelfassade mit flachen Voluten, einem hohen, rechteckigen Mittelfenster wird von Pilastern und Gesimsen gegliedert. In vier Blindfenstern sind die vier Evangelisten gemalt dargestellt. In der Nische über dem reich profilierten, spitzbogigen Eingangsportal steht die Statue des heiligen Nikolaus. Rechts vom Portal ist ein Inschriftenstein mit der Gründungsinschrift für die von Propst Gottfried Spinker 1454 gebaute Kapelle eingemauert. Der Gedenkstein am südseitigen Wandpfeiler der Westfassade erinnert an den 1584 gestorbenen Andreas Facinello.
Durch das Westportal gelangt man in die durch die Orgelempore gebildeten Vorhalle mit einem reichen, spätgotischen Sternrippengewölbe auf vier schlanken Stützen. Die beiden westlichen sind gebündelte Säulen, die beiden östlichen Achteckpfeiler.
Das vierjochige Langhaus wurde im Barock zur Wandpfeilerkirche mit nördlich und südlich jeweils drei Seitenkapellen umgestaltet. An der Südseite befinden sich neben den drei offenen Seitenkapellen noch die westliche Maria-Elend-(Thun-)Kapelle und die um 1785 errichtete, an den Chor angestellte Salmkapelle.
Über dem Langhaus erhebt sich ein Netzrippengewölbe über fünfseitigen, vor dem barocken Umbau achteckigen, kapitelllosen Diensten. Die Langhauswände werden durch die Bogenöffnungen zu den Seitenkapellen gegliedert. Darüber befinden sich an der Nordseite Blindfenster und an der Südseite Emporenfenster. In Bogenhöhe stehen Apostelfiguren.
Ein leicht eingezogener, spitzbogiger, profilierter Triumphbogen verbindet das Langhaus mit dem Chor. Der Chor mit vier hohen Lanzettfenstern ist um zwei Stufen erhöht. Das Sternrippengewölbe im Chor ruht auf Konsolen, die zum Teil mit Wappen geschmückt sind, im Chorschluss auf Runddiensten. An der Chornordwand führt ein rechteckiges Portal in die netzrippengewölbte, zweijochige Sakristei.
Die Salmkapelle an der Chorsüdseite wurde zwischen 1783 und 1787 errichtet. Über dem schmucklosen, zweijochigen Raum mit hoch angesetzten Lünettenfenstern spannt sich ein Kreuzgratgewölbe zwischen Gurtbogen.
Die rechteckigen Seitenkapellen im Langhaus sind tonnengewölbt, die Wände mit Stuckrahmenfeldern gegliedert.

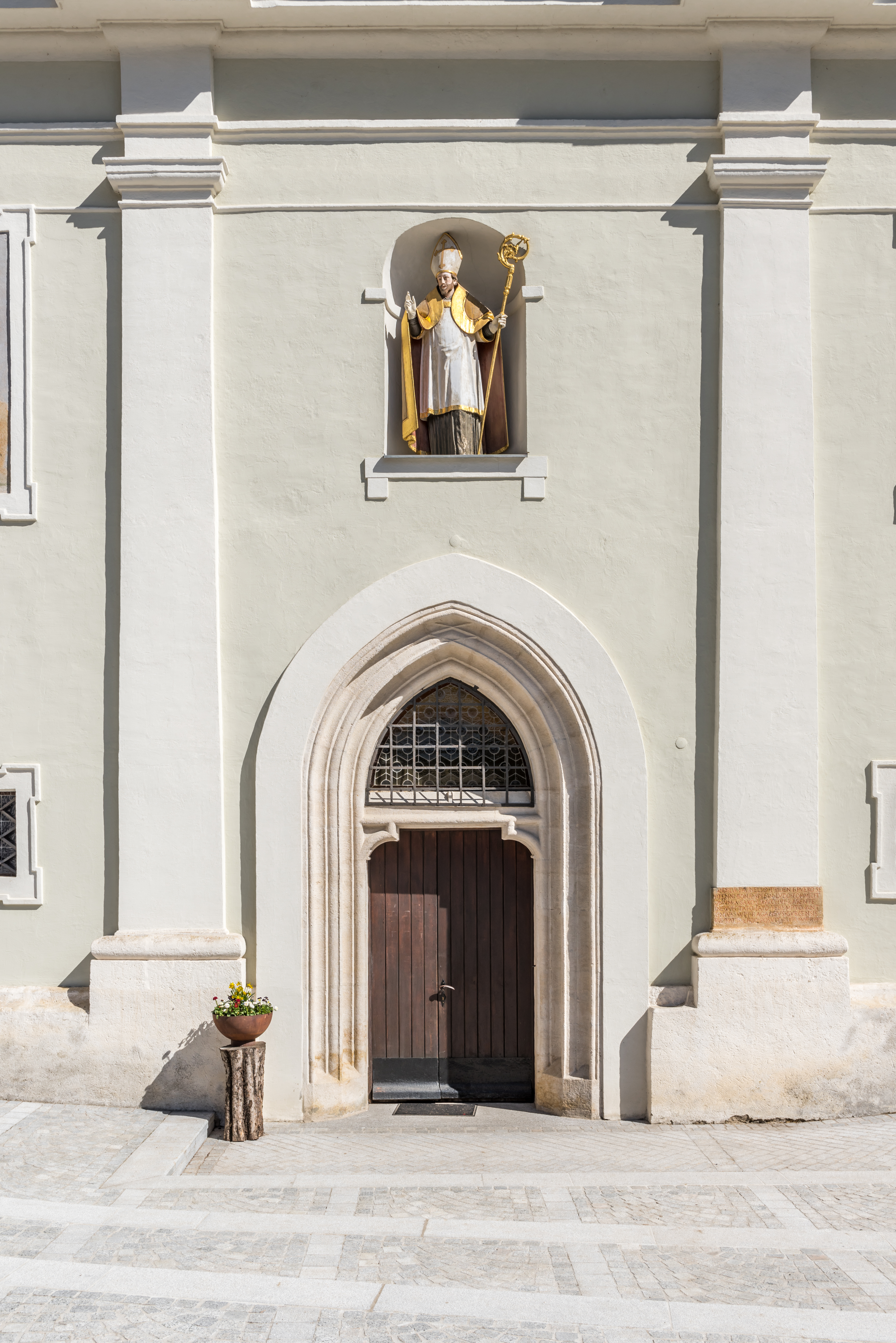
Westportal, darüber Nischenstatue des hl. Nikolaus
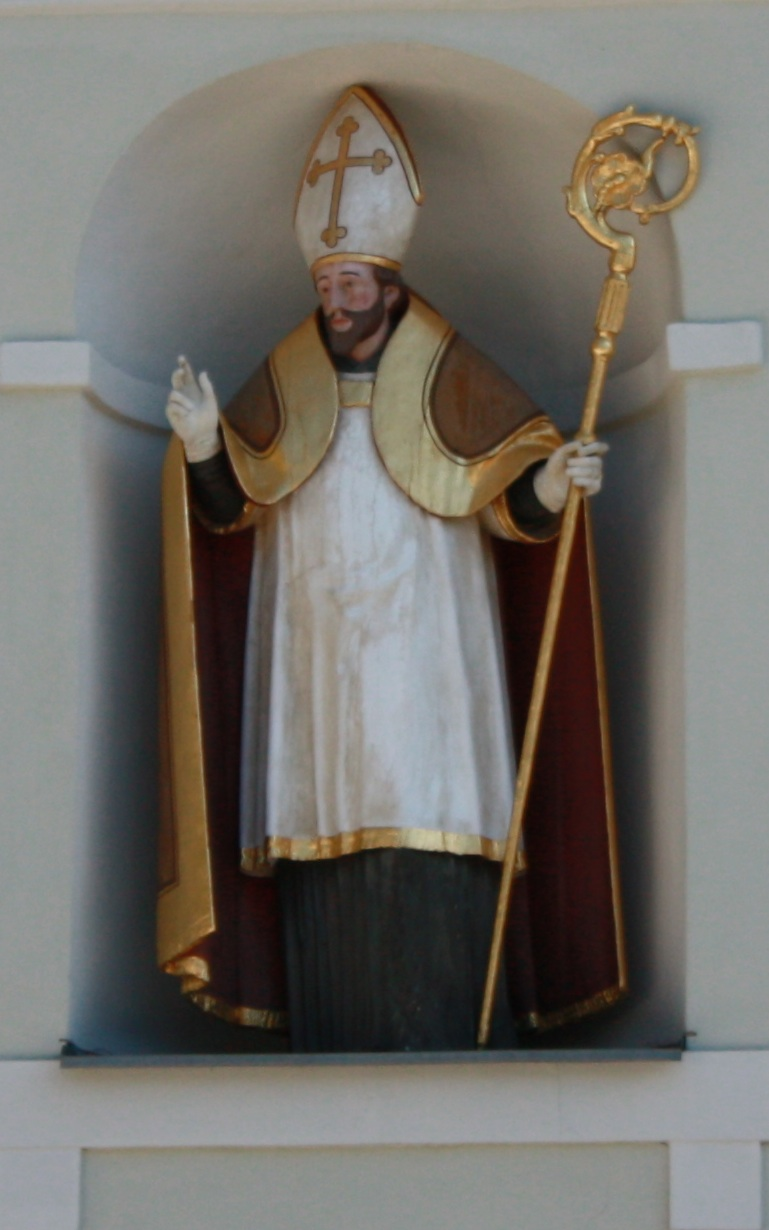
Heiliger Nikolaus an der Westfassade
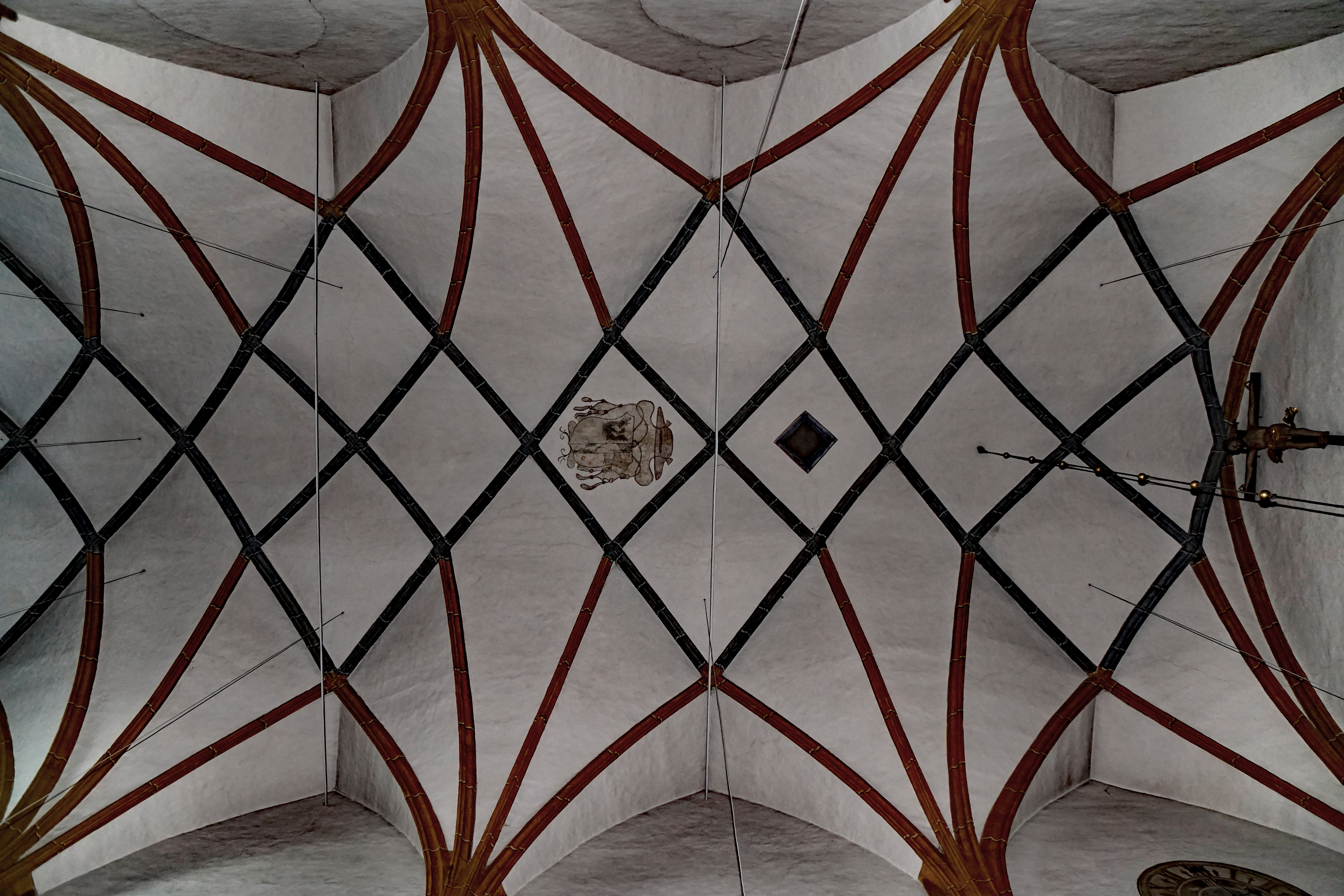
Gewölbe des Langhauses
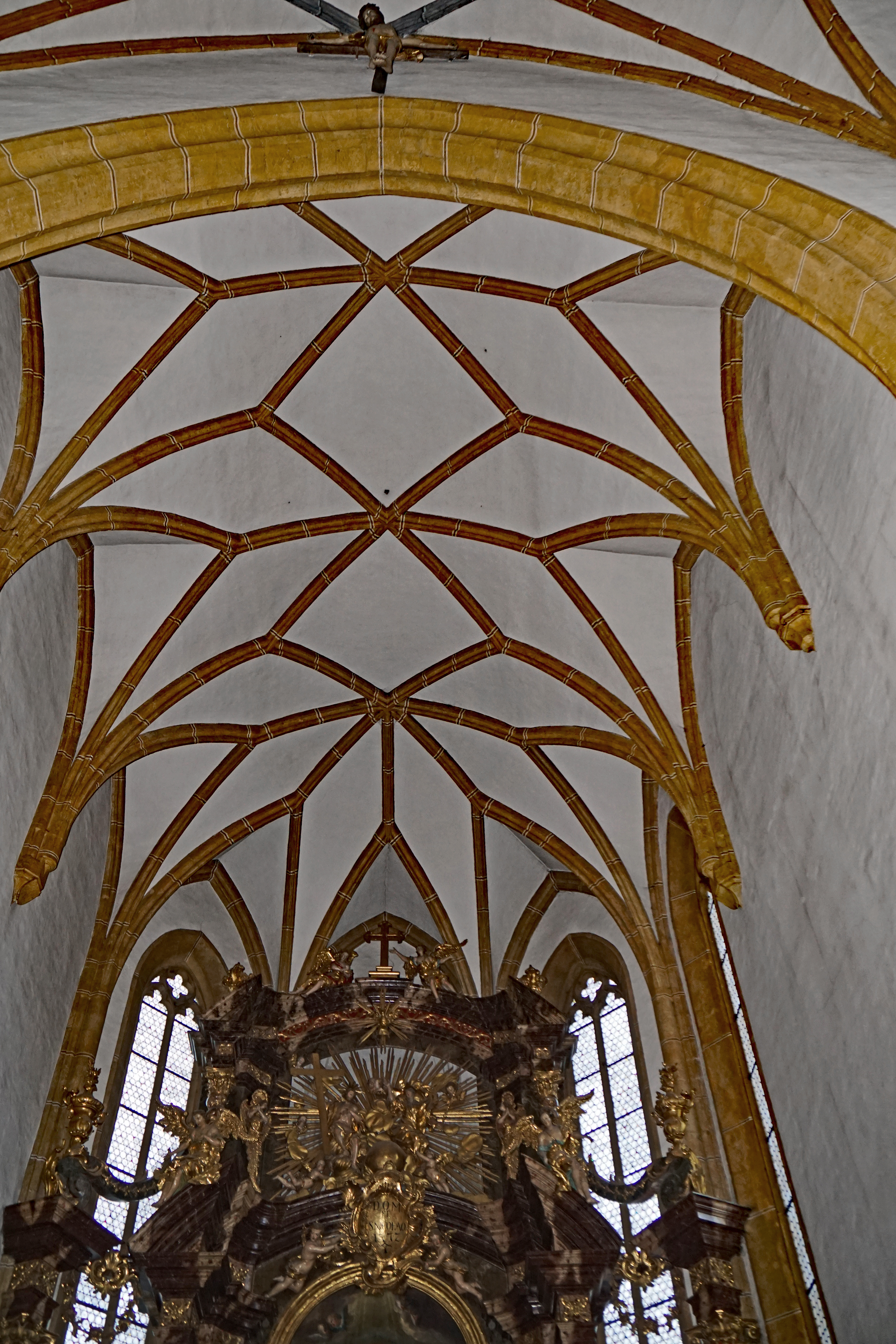
Chorgewölbe

## Einrichtung

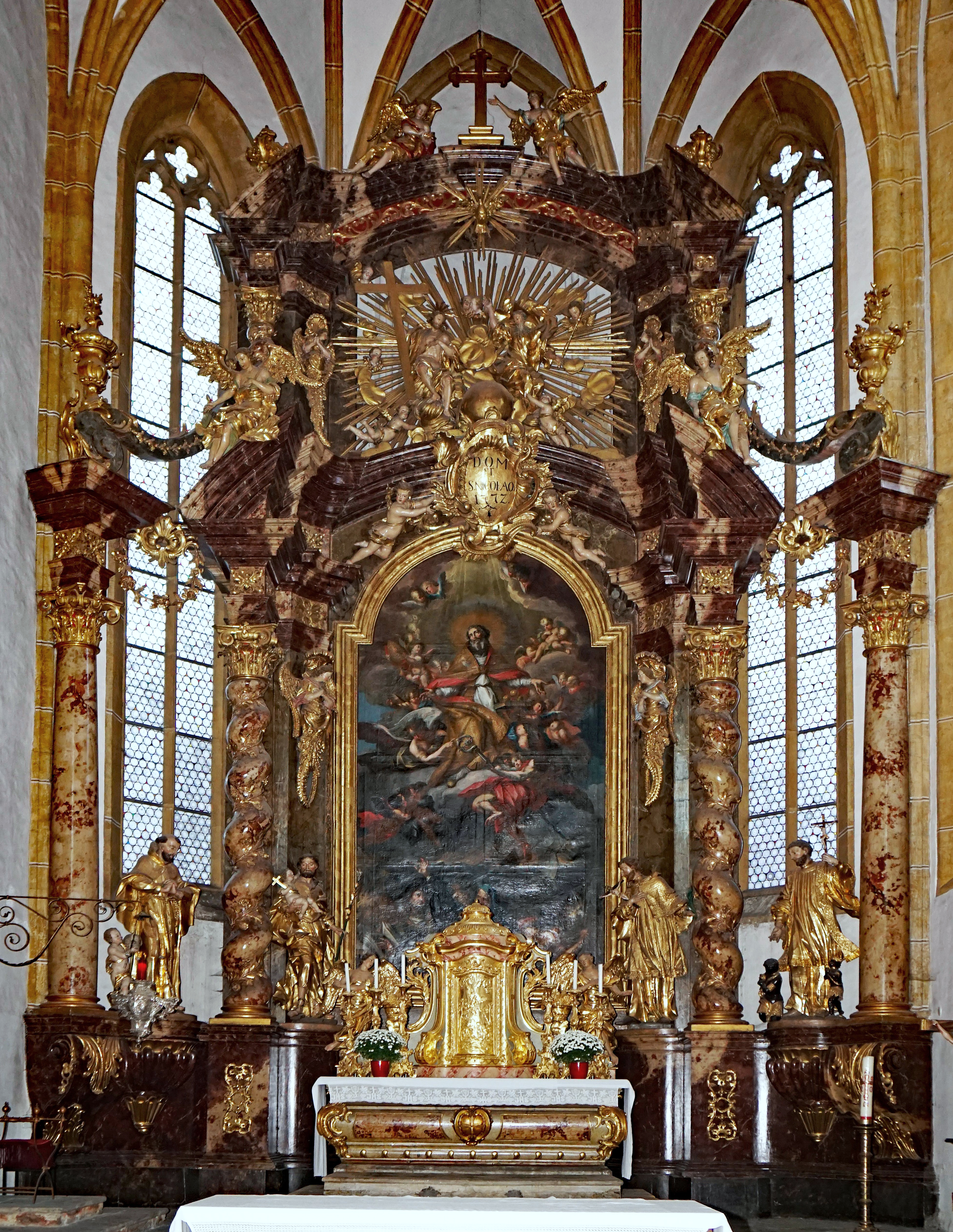
Der Hochaltar

### Hochaltar
Der 1747 von Erhard Veit gefertigte und 1772 von Johann Peter Marx gefasste Hochaltar ist ein reicher Säulenaltar mit offenen Seitenteilen. Johann Nischlwitzer schuf die Statuen für das Hauptgeschoß des Altars, die Heiligen Aloisius von Gonzaga, Josef von Nazaret, Johannes Nepomuk und Petrus Claver. Das Mittelbild malte Josef Ferdinand Fromiller, den Rahmen fertigte Balthasar Prandtstätter. Das Altarbild zeigt ein brennendes Schiff im Sturm, darüber die Glorie des heiligen Nikolaus. Den Altaraufsatz bildet eine von Balthasar Prandtstätter geschaffene plastische Darstellung der Heiligen Dreifaltigkeit mit Engeln. Der Tabernakel stammt aus der zweiten Hälfte des 18. Jahrhunderts.

### Seitenkapellen
Die sechs Altäre der Seitenkapellen sind ähnlich aufgebaut. Sie bestehen aus einer Ädikula über hohem Sockel und seitlichen, flachen Muschelnischen für Konsolfiguren.
In der nordwestlichen Sebastiankapelle steht ein um 1665 geschaffener Altar. Das Altarblatt, ein Ölgemälde, zeigt das Martyrium des heiligen Sebastian, die Seitenfiguren stellen die Heiligen Florian und Rochus dar und stammen vermutlich von Anton Niederl. Seitlich hängen Propstbilder aus dem 17. Jahrhundert.
Der Altar in der mittleren der nördlichen Kapellen, der Barbarakapelle, zeigt im Altarblatt von 1643 die mystische Vermählung der heiligen Katharina. Das Bild ist eine vereinfachte Kopie eines von Paolo Veronese um 1575 gemalten und heute in der Gallerie dell’Accademi in Venedig befindlichen Gemäldes.
In den Seitennischen stehen die Statuen der Heiligen Barbara und Maria Magdalena. Die Ölgemälde an den Wänden zeigen den Unterricht Mariä in einem Rahmen aus dem 18. Jahrhundert und den Tod der heiligen Anna in einem reichen, um 1700 entstandenen Akanthusrahmen. In dieser Kapelle ist die Wappengrabplatte von Claudius Schneeweiß von Arnoldstein († 1642) und seiner Frau Christina Rottmayr († 1647) zu sehen.
In der nordöstlichen Rosenkranzkapelle steht ein mit 1648 datierter Altar. Die Altarnische birgt eine Sitzfigur Mariä mit Kind, eingefasst von Medaillons mit den gemalten Darstellungen der Rosenkranzgeheimnisse. In der Predella ist Maria als Fürbitterin zwischen den Heiligen Dominikus und Katharina über der Rosenkranzbruderschaft dargestellt. Hinter diesem Altar führt eine Tür ins Turmerdgeschoß.
Der Altar in der südöstlichen Heilig-Kreuz-Kapelle stellt im Altarblatt die Kreuzigung dar. Die beiden Seitenfiguren, die Heiligen Petrus von Verona und Franz von Assisi zeigen den Einfluss des Bildhauers Michael Hönel. Vor dem Altar befindet sich die Gruftdeckelplatte der Familie Basseyo von Praunsberg (1648).
An der Wand hängt ein Gemälde aus dem 17. Jahrhundert, den Johannes Nepomuk darstellend.
Der Altar in der mittleren der südlichen Kapellen, der Georgskapelle, ist mit 1665 bezeichnet. Das Altarbild stellt den Kampf des heiligen Georg mit dem Drachen dar. Seitlich stehen die Statuen der Heiligen Kolomann und Martin, die vermutlich von Anton Niederl geschaffen wurden.
In der südwestlichen Michaelskapelle steht ein Ädikulaaltar von 1668. Das Mittelgemälde gibt den Engelsturz wieder, flankiert von den Statuen des Erzengels Raphael links und eines Schutzengels rechts. An den Wänden hängen Bilder der Heiligen Gregor, Josef und Maria.

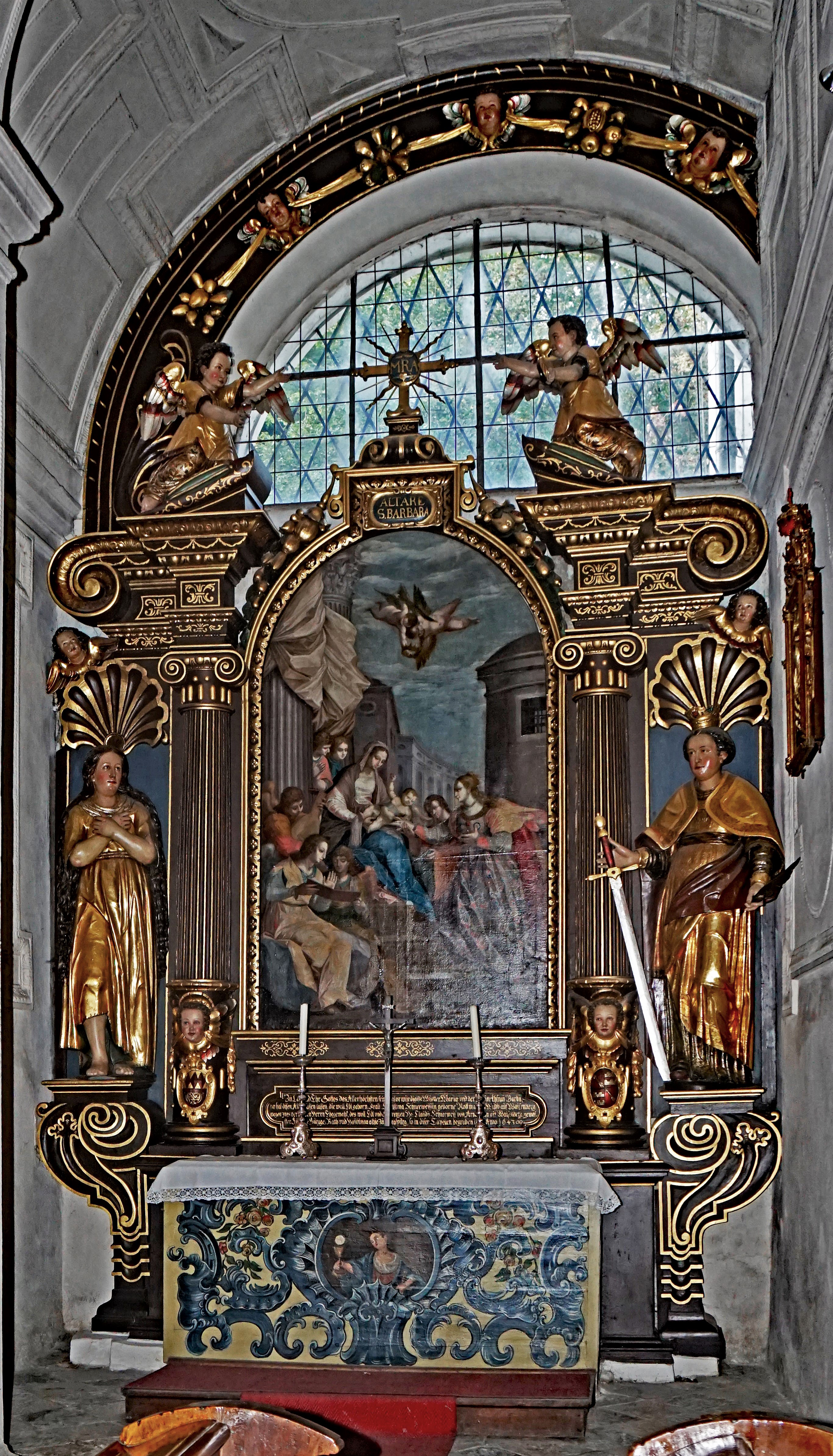
Barbara-Altar
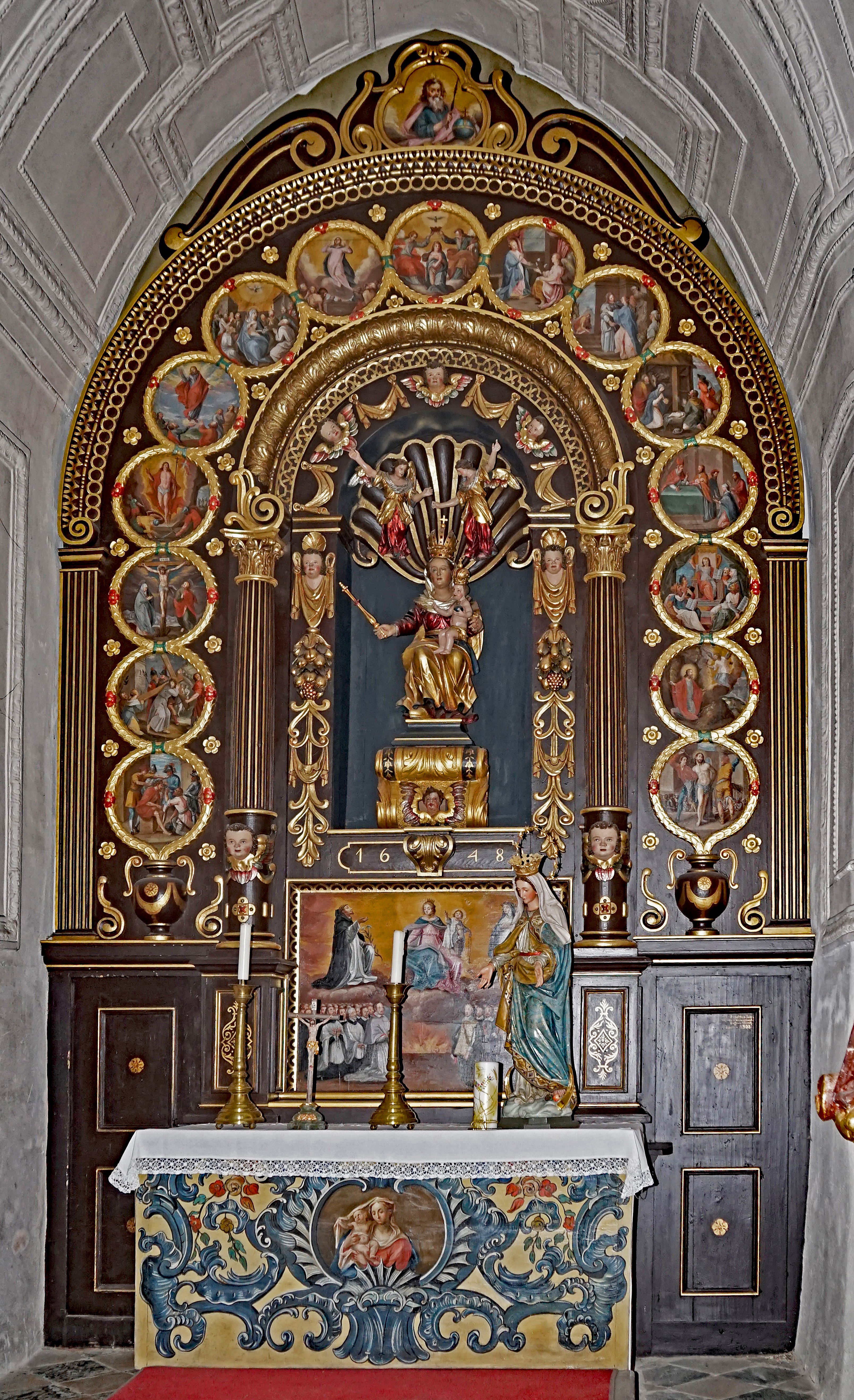
Rosenkranzaltar
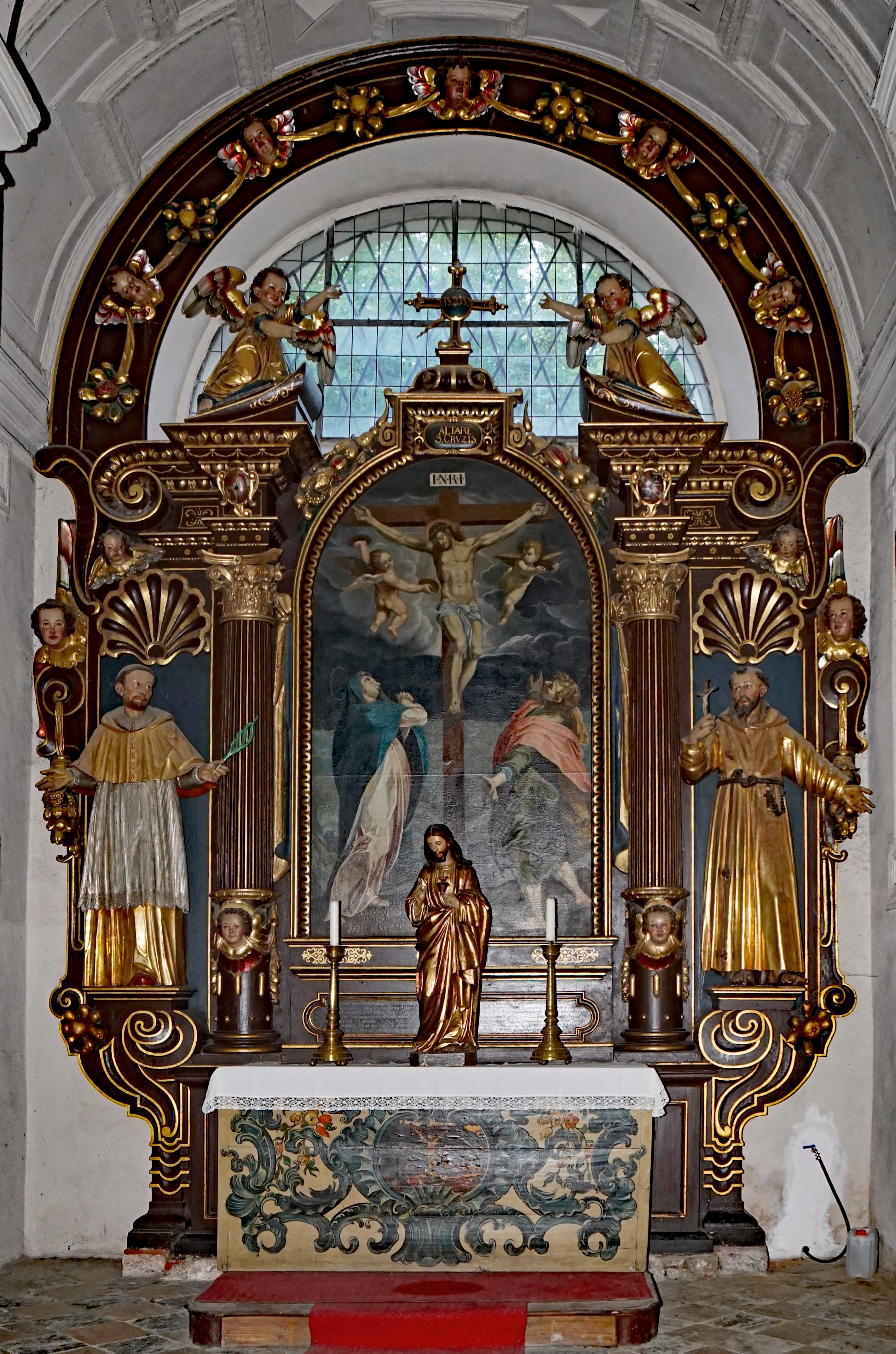
Heilig-Kreuz-Altar

### Kanzel
Die Kanzel wurde 1772 von Georg Hittinger geschaffen und von Johann Peter Marx gefasst. Die Sitzfiguren an der Brüstung des Kanzelkorbes stellen die christlichen Tugenden Glaube, Liebe und Hoffnung dar. In den Korbfeldern dazwischen sind in Reliefkartuschen Darstellungen der Predigt des Johannes und der Sämann zu sehen. Die Kanzelrückwand bildet eine Rocaillekartusche mit dem Relief des Guten Hirten, flankiert von hermenähnliche Engelpilastern. Die doppelten Voluten des Schalldeckels tragen eine Skulpturengruppe mit der Himmelfahrt des Propheten Elija.

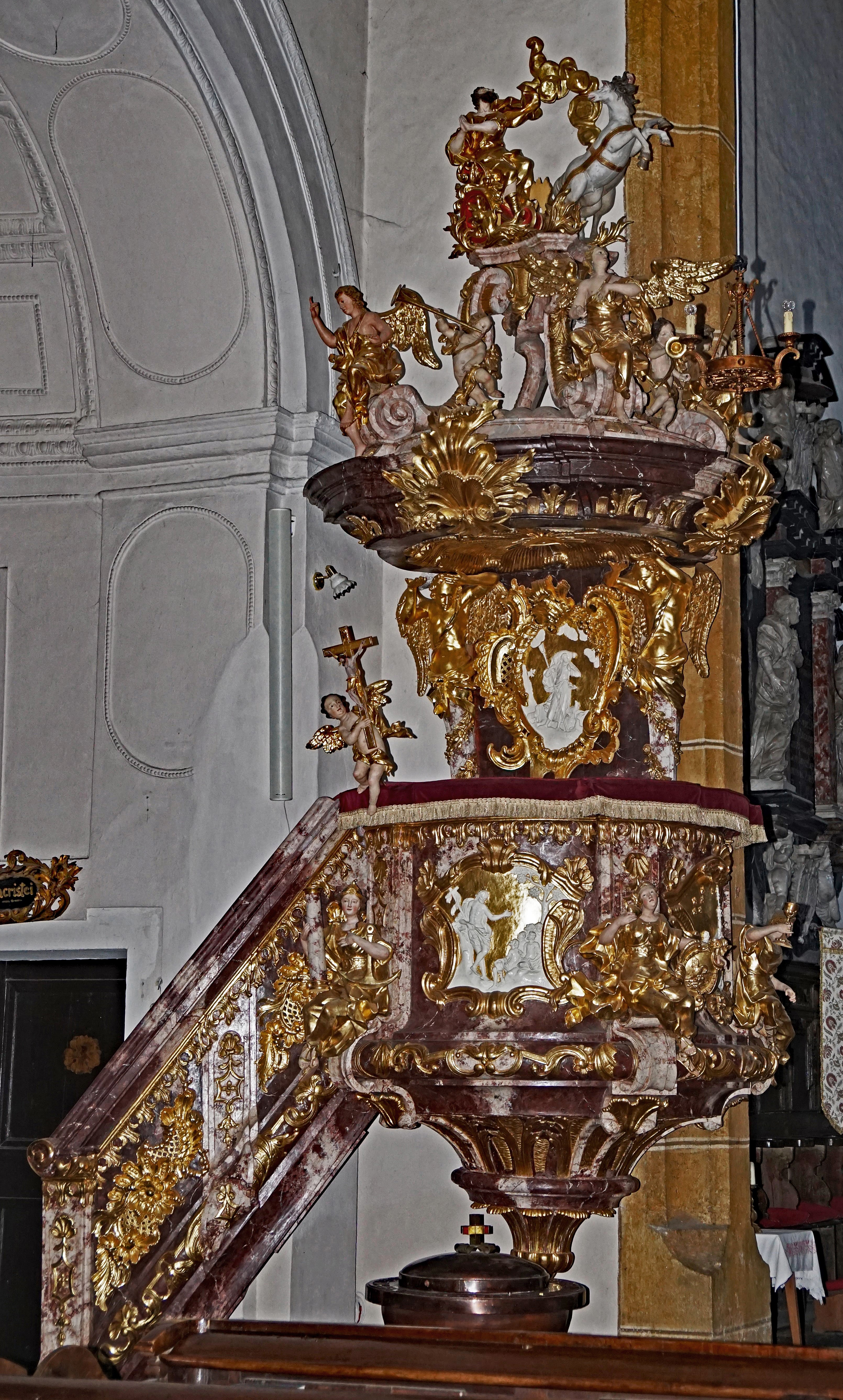
Rokoko-Kanzel

### Grabdenkmäler
- An der nördlichen Chorwand befindet sich ein Marmorepitaph mit figürlichem Schmuck von 1715 für den in Rom bestatteten Bischof Johann von Goëss, das Angelo de Putti aus Padua zugeschrieben wird.
- Daneben steht ein um 1465 von einem  Salzburger Künstler, vermutlich Eybenstock, geschaffener Doppelgrabstein aus Adneter Marmor der Bischöfe Ulrich von Sonnenberg († 1469) und Johann von Schallerman († 1453).
- Daneben befindet sich die 1554 – also schon zu seinen Lebzeiten – gefertigte Wappengrabplatte des Bischofs Johann von Schönburg († 1555).
- An der südlichen Chorwand steht der Wappengrabstein des Bischofs Urban Sagstetter († 1573). Auch dieser Grabstein wurde zu dessen Lebzeiten angefertigt.
- Daneben steht der Grabstein von Kardinal Franz Salm-Reifferscheidt.

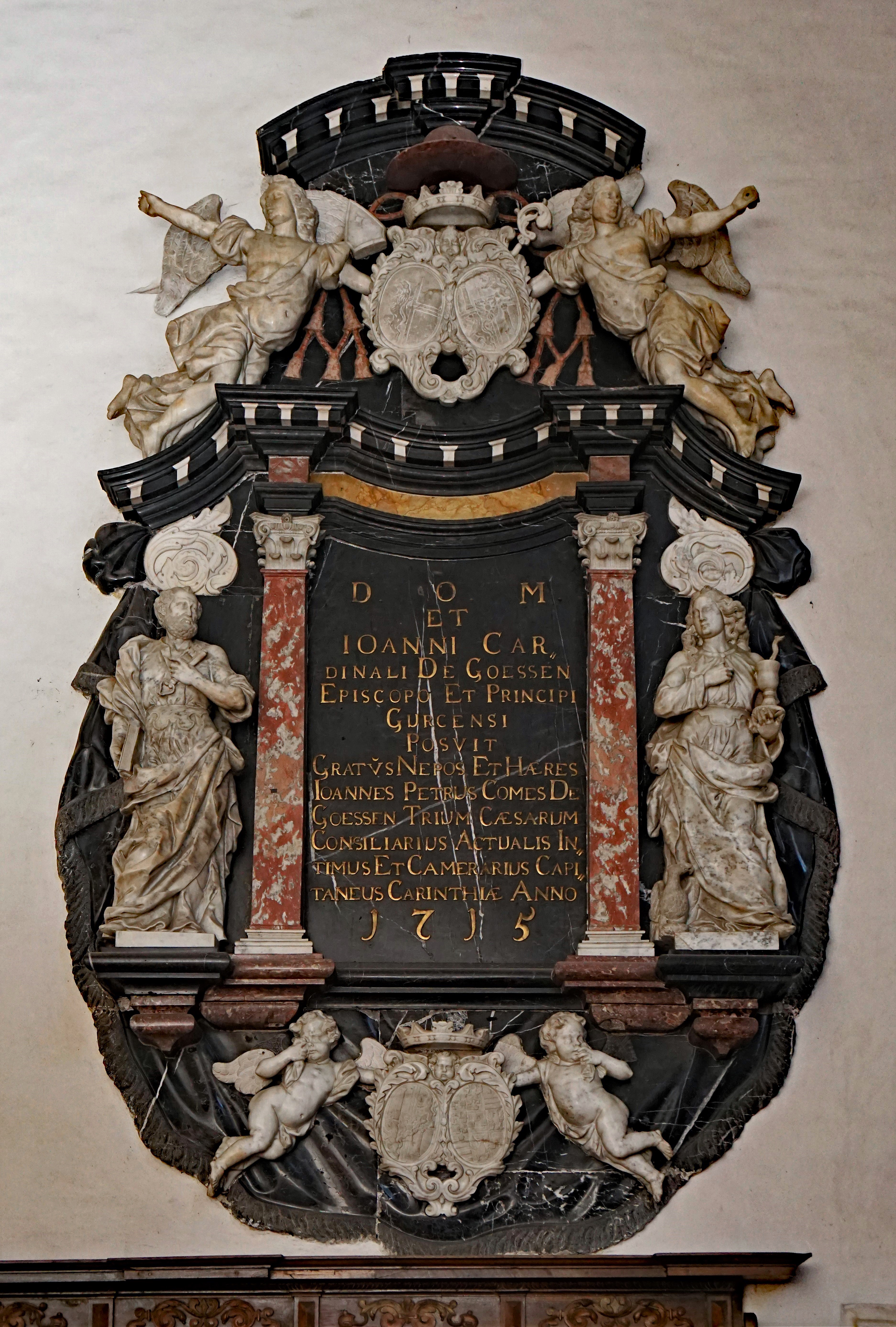
Epitaph für Bischof Goess

### Skulpturen
- Über dem Triumphbogen hängt ein Kruzifix vom Anfang des 16. Jahrhunderts.
- An der südlichen Triumphbogenwand steht eine große Statue der schmerzhaften Muttergottes aus der ersten Hälfte des 18. Jahrhunderts.

### Orgel

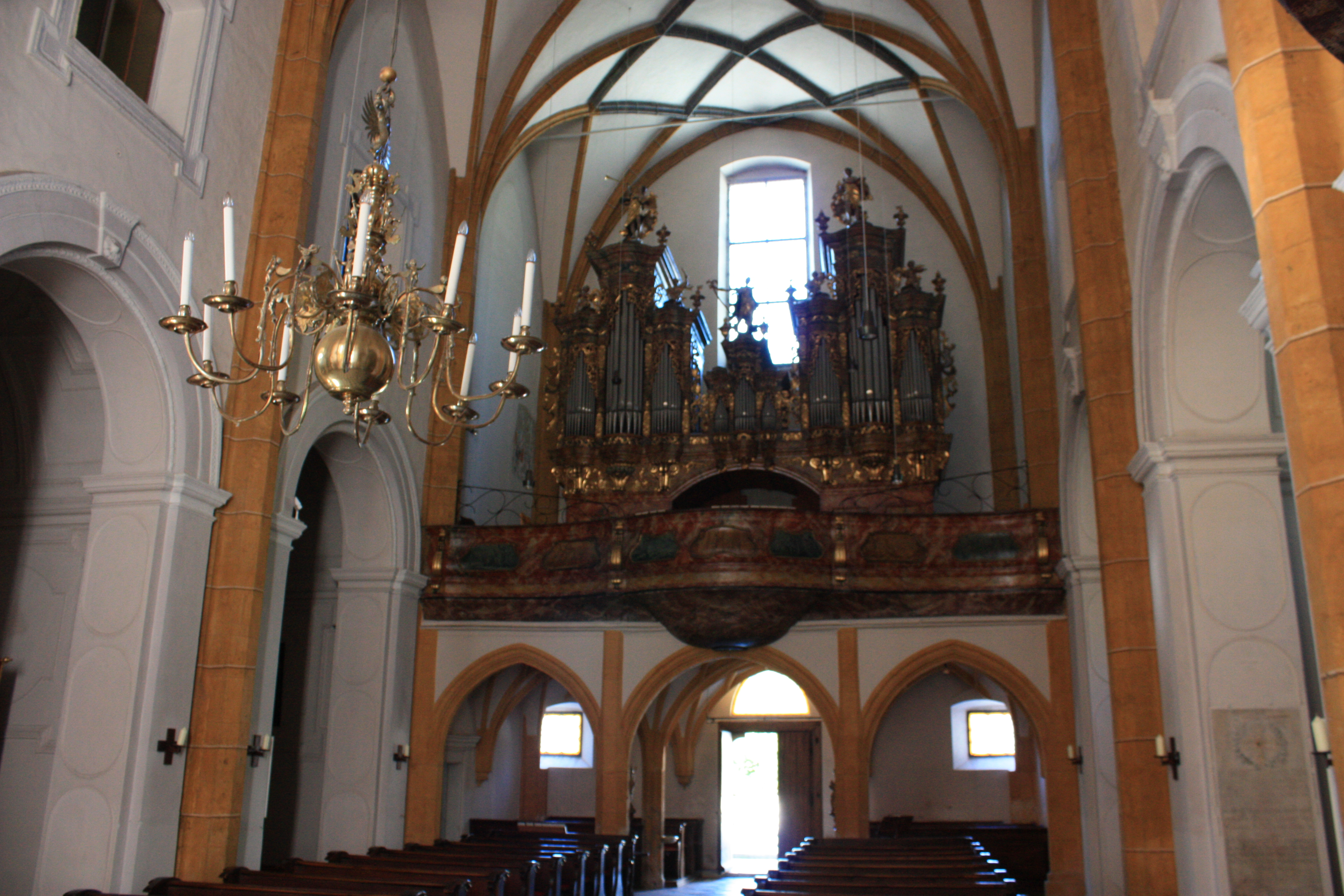
Johann-Cyriac-Werner-Orgel 1743

An der vorschwingenden, marmorierten Orgelempore sind an der Brüstung Szenen aus der Nikolauslegende zu sehen. Die Orgel wurde 1743 von Johannes Cyriacus Werner aus Graz geschaffen. Das doppeltürmige Gehäuse wurde 1748 von J.F. Fromiller gefasst. Darauf sind die barocken Statuen der heiligen Cäcilia und des Königs David zu sehen. 1969 musste es wegen Holzwurmbefalls vom Orgelbauer Reinisch-Pirchner  vollständig restauriert werden.

### Bilder und sonstige Einrichtung
- Im Chor hängt ein mit 1573 bezeichnetes Gemälde, das Jesus lehrend darstellt, im Hintergrund ist vermutlich die Stadt  Straßburg zu sehen.
- Das mit 1573 bezeichnete Votivbild des Bischofs Urban Sagstetter stellt die Aussendung der Jünger durch Jesus vor dem Hintergrund der Burg und der Stadt Straßburg sowie dem Gurker Dom dar. Das Gemälde mit einem  protestantischen Thema ist ein Denkmal für die konfessionelle und kirchenpolitische Situation unter Maximilian II.
- Die silberne Rokokoampel im Chor wurde um 1760 gefertigt.
- Der Luster der Pfarrkirche ist ein Geschenk des österreichischen Kaiserhauses. Er besitzt ein prachtvolles Türkenornament mit österreichischem Wappen.
- Bronzenes Taufbecken mit Deckel
- Die Kirchenbänke mit geschnitzten Wangen stammen von 1725.

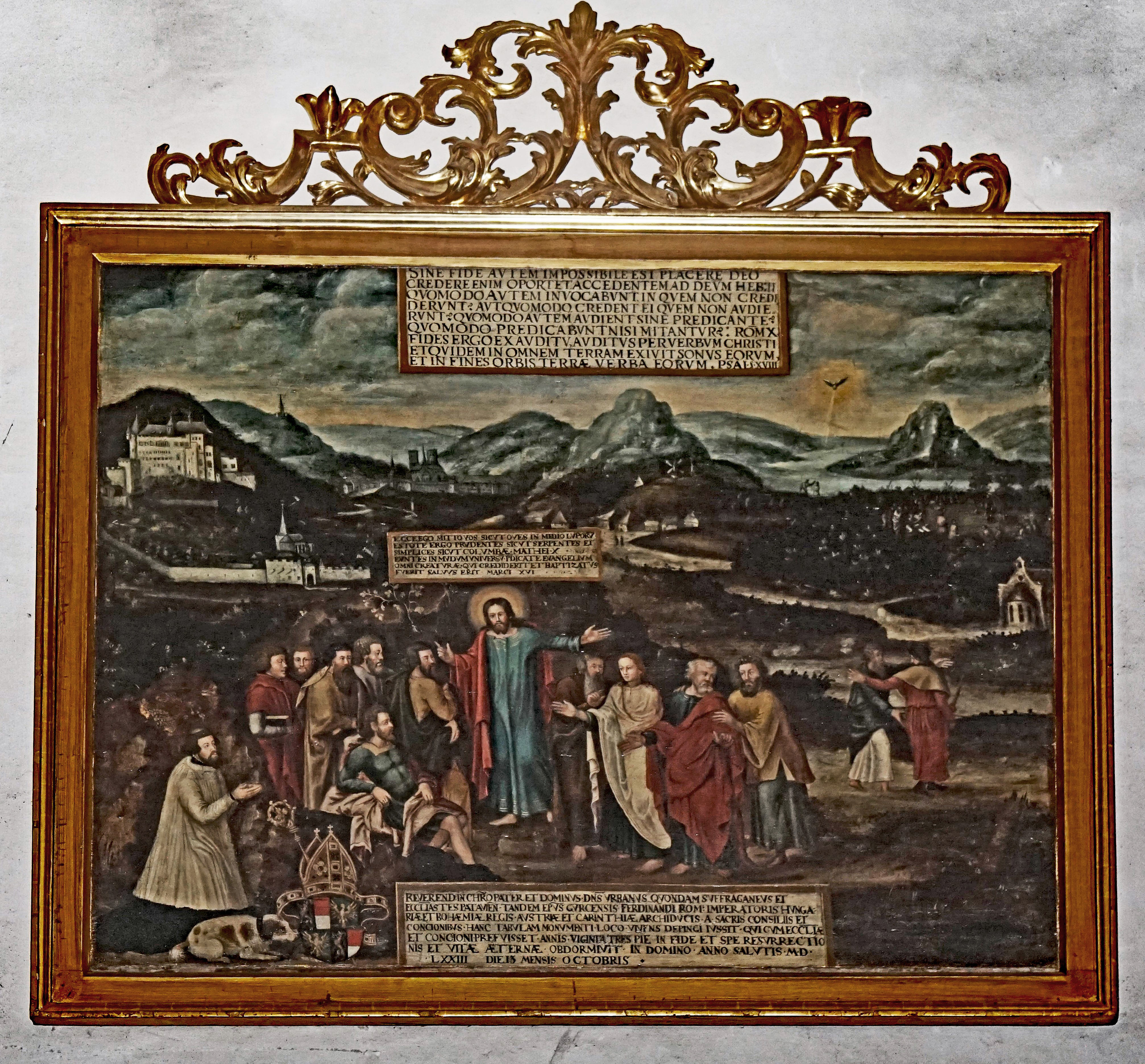
Votivbild von Bischof Sagstetter
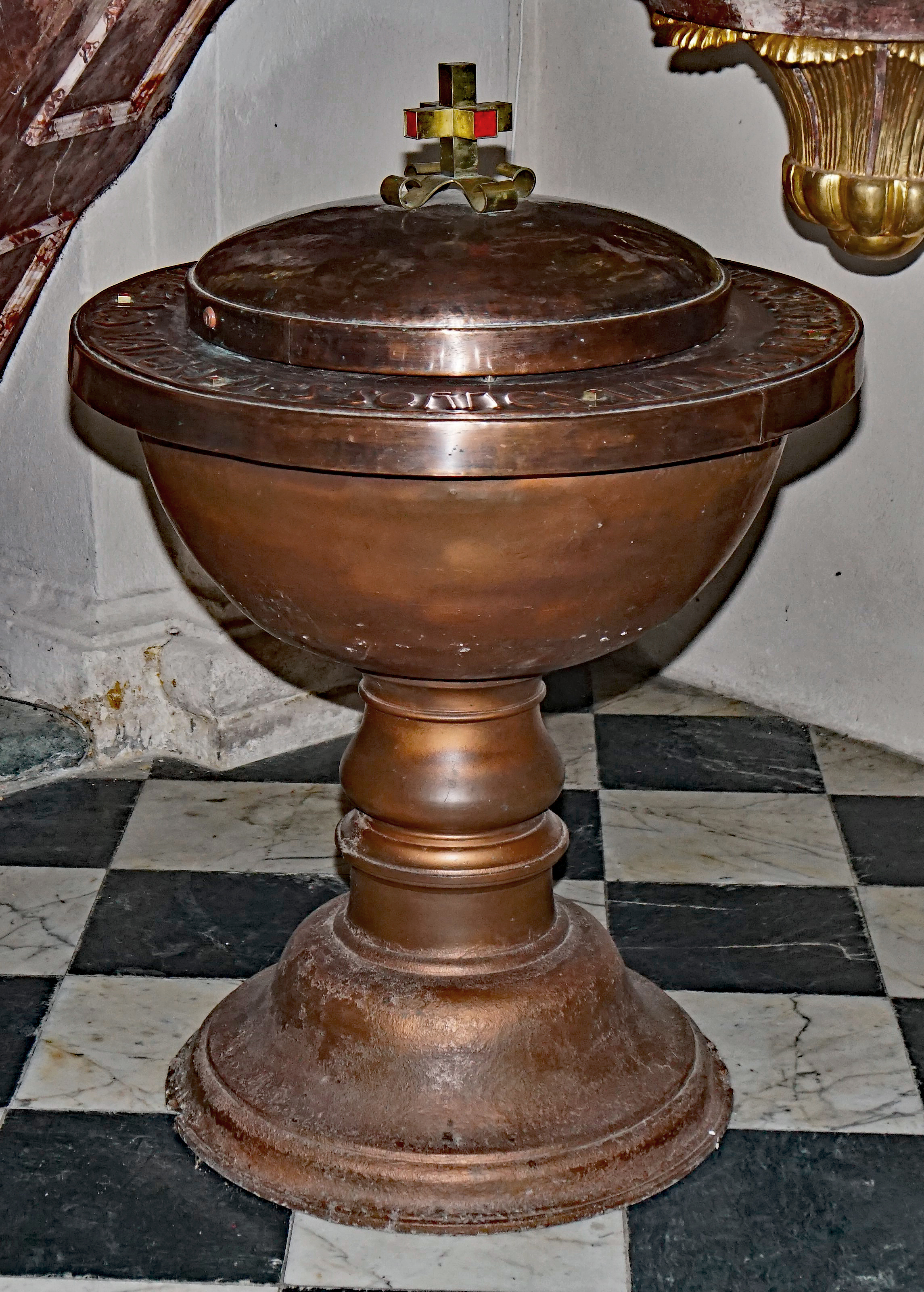
Taufbecken
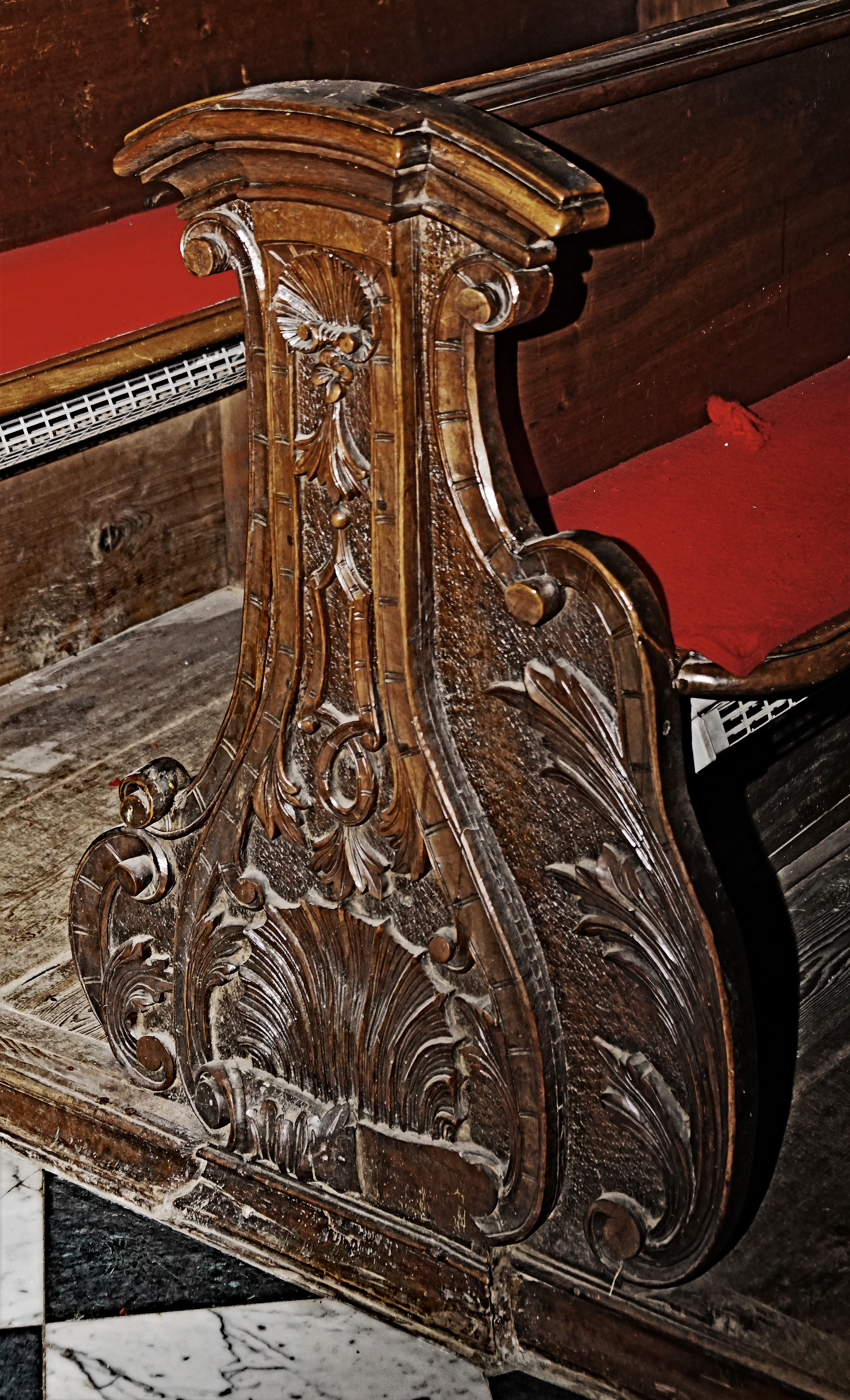
Wange einer Kirchenbank

## Maria-Elend-Kapelle

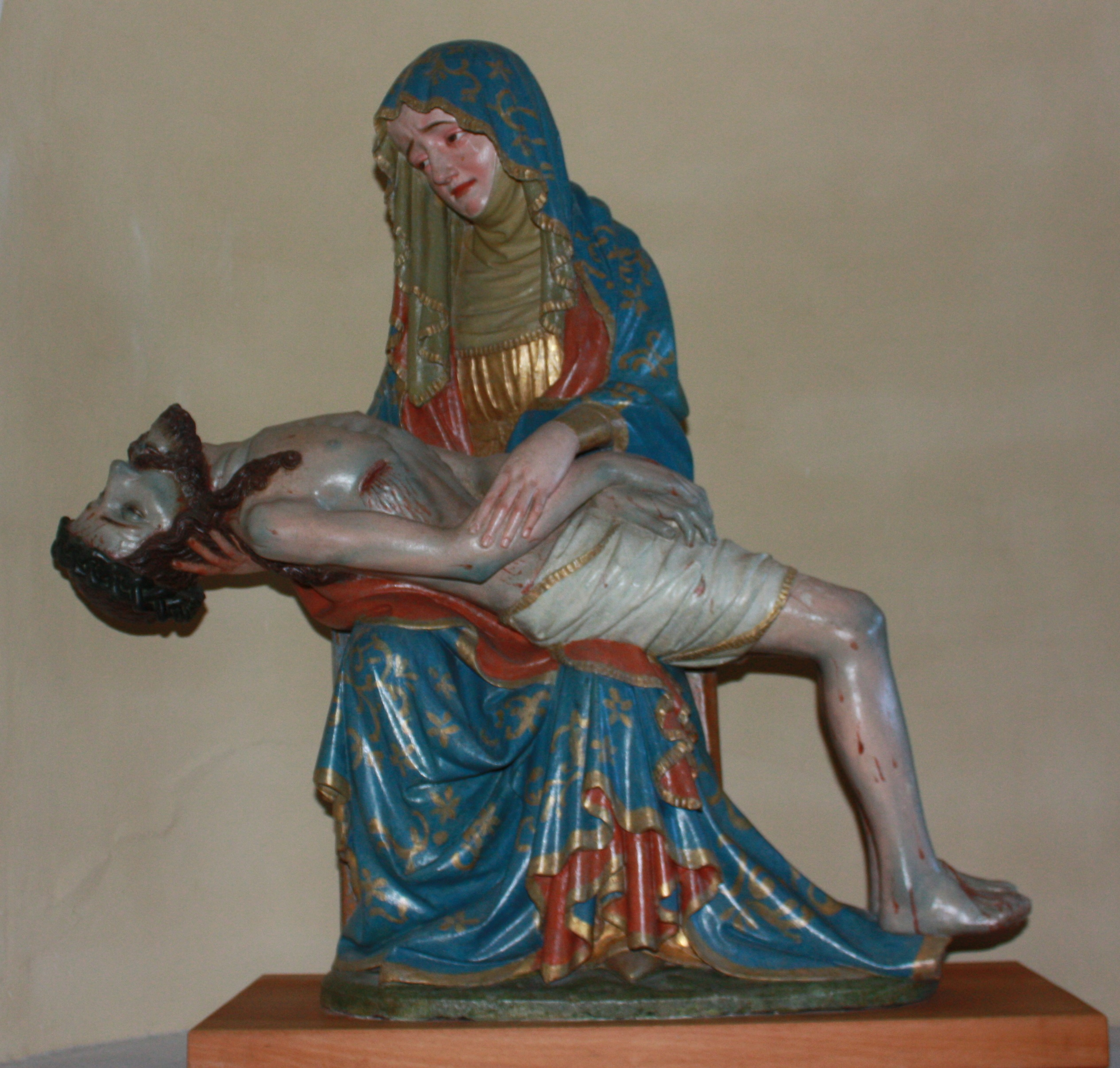
Pietà

Die Kapelle wurde 1721 zur Grabkapelle für Fürstbischof Jakob Maximilian von Thun († 1741) umgebaut. Das Muldengewölbe mit Stichkappen hat reichen, um 1730 entstandenen Bänderrankenstuck und ein gemaltes Bischofswappen in einem stuckgerahmten Oval. Am kleinen, barocken Altar des 17. Jahrhunderts steht eine um 1425 gefertigte, spätgotische Pietà aus Sandstein, flankiert von den Statuen Mariens und Johannes. In der Wand ist der Grabstein mit Stuckbaldachin für Jakob Maximilian von Thun eingelassen. In einer Maria-Elend-Kirche wird der Flucht nach Ägypten vor dem Kindsmörder Herodes gedacht; diese Begebenheit zählt zur zweiten der Sieben Schmerzen Mariens.